# Maria Taferl
Maria Taferl is een gemeente in de Oostenrijkse deelstaat Neder-Oostenrijk, gelegen in het district Melk (ME). De gemeente heeft ongeveer 900 inwoners. Maria Taferl is het op een na belangrijkste bedevaartsoord van Oostenrijk, na Mariazell. Het is in hoofdzaak bekend voor de basiliek met het beeld van Maria der Smarten (Pietà). Door zijn hoge ligging is deze basiliek goed zichtbaar van ver in de omgeving.

## Geografie
Maria Taferl heeft een oppervlakte van 12,18 km². Het omvat de kadastrale gemeentes Maria Taferl, Obererla, Oberthalheim, Reitern, Untererla, Unterthalheim, Unterthalheim en Wimm. Het ligt in de Nibelungengau, in het centrum van het land, ten westen van de hoofdstad Wenen. Het is gelegen op een hoogte, de Taferlberg, met een prachtig uitzicht op de Donau. De Wachauvallei ligt stroomafwaarts. De abdij van Melk bevindt zich vlakbij.

## Geschiedenis
Men weet slechts weinig af van de vroege geschiedenis van deze streek. Het Keltisch koninkrijk Noricum lag op de noordoever van de Donau. In de Romeinse tijd was de Donau de grens van de provincie Noricum. Een overblijfsel uit deze vroege tijd is de Keltische offersteen, nu omgeven door een stenen balustrade uit 1636, naast de basiliek. Dit toont aan dat de omgeving van Maria Taferl een lange religieuze traditie had.
In de middeleeuwen behoorde deze streek toe aan de Ostarrîchi, het markgraafschap van de Babengergs. Daarna werd het bezit van de Habsburgers. Lange tijd heersten de heren van Weissenberg vanuit het nabijgelegen Münichreith over deze plaats. Men neemt aan dat de verschillende districten van dit stadje reeds bestonden in de middeleeuwen. De geschiedenis van de huidige markt van Maria Taferl begint in de 17de eeuw. In 1810 eiste de regering het kerkzilver op, waardoor waardevolle kunstschatten verloren gingen. In de 20e eeuw werd de kerk ook zwaar beschadigd gedurende beide wereldoorlogen. Toch wordt de kerk nu weer door 300.00 bedevaarders en toeristen bezocht. De kerk werd in 1947 door de paus verheven tot basilica minor wegens de "wonderen en tekens die hier verschenen zijn".

## Verschijningen
Het ontstaan in de 17de eeuw van de huidige kerk is goed gedocumenteerd in de akten en oorkonden van de kerk. De kerk werd gebouwd omheen een schrijn van de H. Maagd. Dit ligt trouwens aan de oorsprong van de plaatsnaam: "Bei Taferl" werd dan "Maria Taferl". Op 14 januari 1633 wilde de veeherder Thomas Pachmann de verdorde eik nabij de offersteen omhakken. Hierbij verwondde hij echter zijn beide benen. Toen zag hij het kruis. Overtuigd een misdaad begaan te hebben, knielde hij ervoor en bad om vergeving. Zijn benen stopten met bloeden en de wonden genazen miraculeus.
Volgens de legende werd dit beeld door Alexander Schnagel in 1641 of 1642 geplaatst in deze eik. Hij genas hierdoor volledig van een zware depressie.
De eerste wonderbaarlijke verschijning, een lichtflits, gebeurde in 1658. In 1659 waren er 25 verschijningen, in 1660 drie en in 1661 nog een. Op deze dertig verschijningen waren er vier lichtflitsen en zesentwintig verschijningen van een persoon, op de grond of in de lucht, telkens bij heldere hemel. Tezelfdertijd kwamen er ook wonderbaarlijke genezingen voor in groten getale. Eenenvijftig getuigen hiervan werden ondervraagd in december 1659 door de bisschoppen van Passau en Regensburg. De oude eik werd door brand vernield op 12 december 1755. Hierbij werd ook het beeldje beschadigd.

## Basiliek

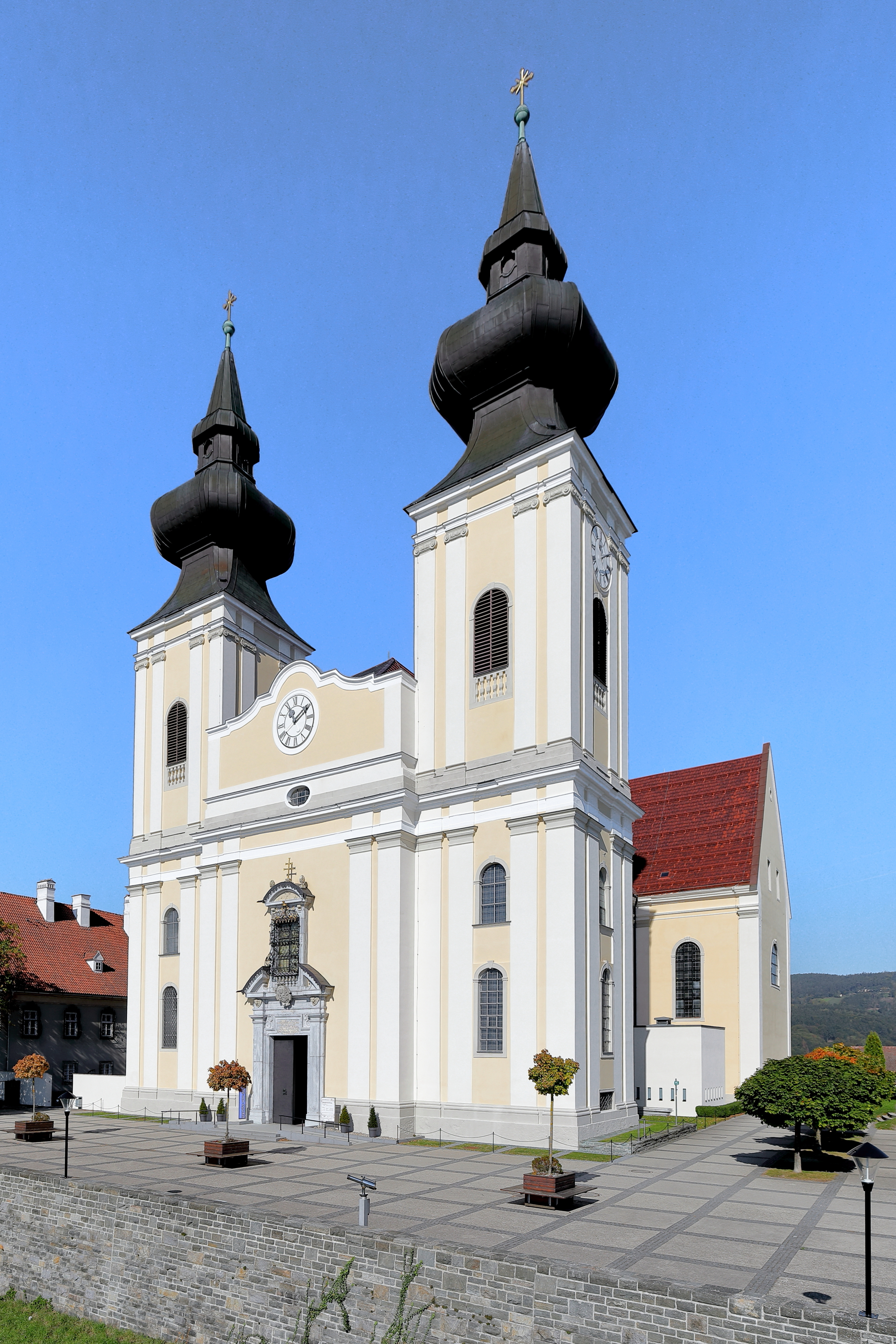
Basiliek

Op 25 april 1660 werd de eerste steen gelegd voor de nieuwe bedevaartkerk. Er werd bij de kruisvorm afgeweken van de gebruikelijke oost-westrichting voor de noord-zuidrichting, zodat de twee torens van de façade goed zichtbaar zouden zijn vanaf de Donau. De kerk werd gebouwd omheen de eik met het wonderbaarlijk beeld. De constructie van de kerk, waarbij veel bladgoud, marmer en zilver werd gebruikt, zou duren tot 1710. Er werd begonnen in renaissancestijl, maar de stijl evolueerde vlug naar barok en hoogbarok. De eerste architect was de keizerlijke architect Georg Gerstenbrand († 1669) en vervolgens de Italiaan Carlo Lurago (1671-1673). De vermaarde koepel is een constructie van de bekende barokarchitect Jakob Prandtauer (1708-1710), die ook verantwoordelijk is voor het huidig uitzicht van de abdij van Melk. De koepel verving een voorlopige houten koepel.
De sacristie heeft het renaissance-uitzicht behouden. De versieringen in stucwerk zijn van Carlo Conselio (1664). Het stucwerk in de kerk werd in de periode 1714-1718 echter vervangen door de vele fresco's van de Italiaan Antonio Beduzzi en zijn atelier (hij heeft ook het hoofdaltaar in de abdijkerk van Melk gebouwd).
De kerk werd feestelijk ingewijd op 29 juni 1724 door de bisschop van Passau.
Het hoogaltaar in hoogbarokke stijl werd pas afgewerkt in 1738. Het bedekt de volledige noordwand. Vooraan staan twee grote vergulde beelden van de profeten Isaias en Jeremias. Het wonderbaar beeldje staat in het midden juist boven het altaar, omgeven door een stralenkrans van goud.
De kapitelen van de zuilen zijn overal versierd met vergulde voluten en bloemen. De balustrade van het koor en de orgelkast zijn versierd met verguld houtsnijwerk en engeltjes. De fresco's in de koepel tonen het leven van de H. Maria, vanaf de Verkondiging tot de Aanbidding van de Drie Koningen. De kansel is volledig verguld. Dit werk uit 1727 werd gemaakt door de meubelmaker Matthäus Tempe uit St. Pölten (naar het voorbeeld van de kansel uit de Dom van Passau). De vooruitspringende figuren stellen de vier Evangelisten voor. Ze zijn het werk van Petrus Widering. De beide zijaltaren in het transept bevatten elk een schilderij van Johann Martin Schmidt (1775) (ook de Kremser Schmidt genoemd). De twee zijaltaren, tussen het transept en het koor, zijn eveneens uit 1735. Het ene is ter ere van de H. Johann von Nepomuk, het andere ter ere van H. Karl Borromäus.
Volgende kunstenaars hebben ook meegewerkt aan deze kerk:
- Johann Adam Amorth (beeld van de H. Drievuldigheid op de zuil in het transept)
- Johann Georg Dorfmeister (beelden op de grote zijaltaren)
- Johann Georg Schmidt (ook Wiener Schmidt genaamd) (beelden op de kleine zijaltaren)

## Bedevaarten
Volgens een inscriptie in de kerk gaf de bouw van deze kerk de bewoners nieuwe moed na de Pest, de oorlogen met de Turken en de verwoestingen van de Dertigjarige Oorlog. De bouw van deze kerk was ook een steun voor de ideeën van de contra-reformatie in het katholieke hart van het Huis van Habsburg. Dit alles toont aan dat deze kerk in Maria Taferl is een belangrijk teken van het katholiek geloof langs de voornaamste reisweg langs de Donau.
De traditie om op bedevaart te gaan naar Maria Taferl ontstond in de 17de eeuw. In het jaar 1760 waren er meer dan 700 processies en werden er meer dan 19.000 missen opgedragen en werden er 326.000 maal de H. Communie uitgereikt. Vijfentwintig priesters waren voortdurend in de weer ten behoeve van de pelgrims. Maar onder keizer Jozef II werd er een bedevaartverbod uitgevaardigd.
De kerk zelf biedt veel informatie over de bedevaarders, hun herkomst en hun aantal. Er zijn veel giften van pelgrims, die hier genezen werden van hun ziekte.
Een andere reden voor Maria Taferl als pelgrimsoord was het stenen kruis, een geschenk van de burgers van Freistadt voor de pelgrims die gestorven waren op hun tocht naar deze kerk.
De aartshertog Franz Ferdinand (die later vermoord werd in Sarajevo in 1914) en zijn gezin verbleven in het nabije Artstetten Kasteel en kwamen regelmatig de mis bijwonen in deze kerk.

## Galerij

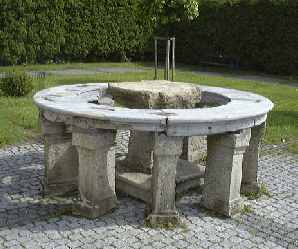
Keltische offersteen
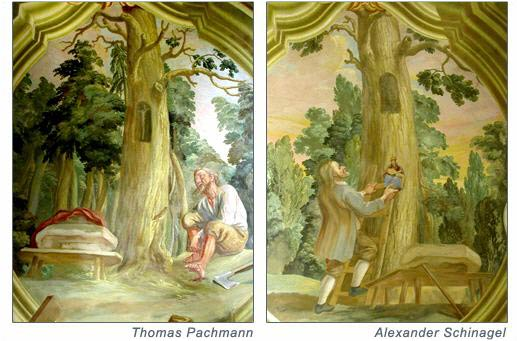
Thomas Pachmann en Alexander Schnagel
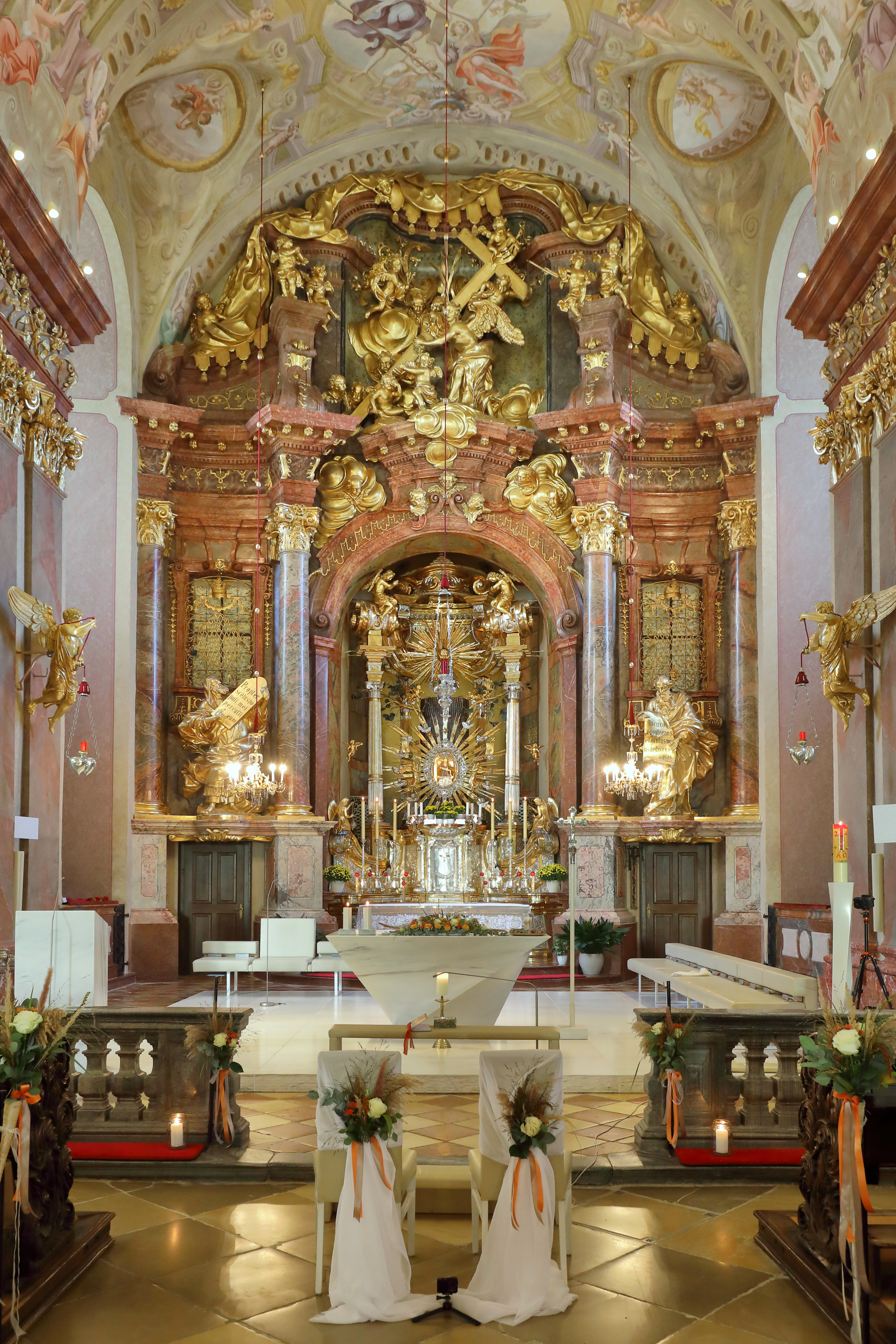
Hoogaltaar Maria Taferl
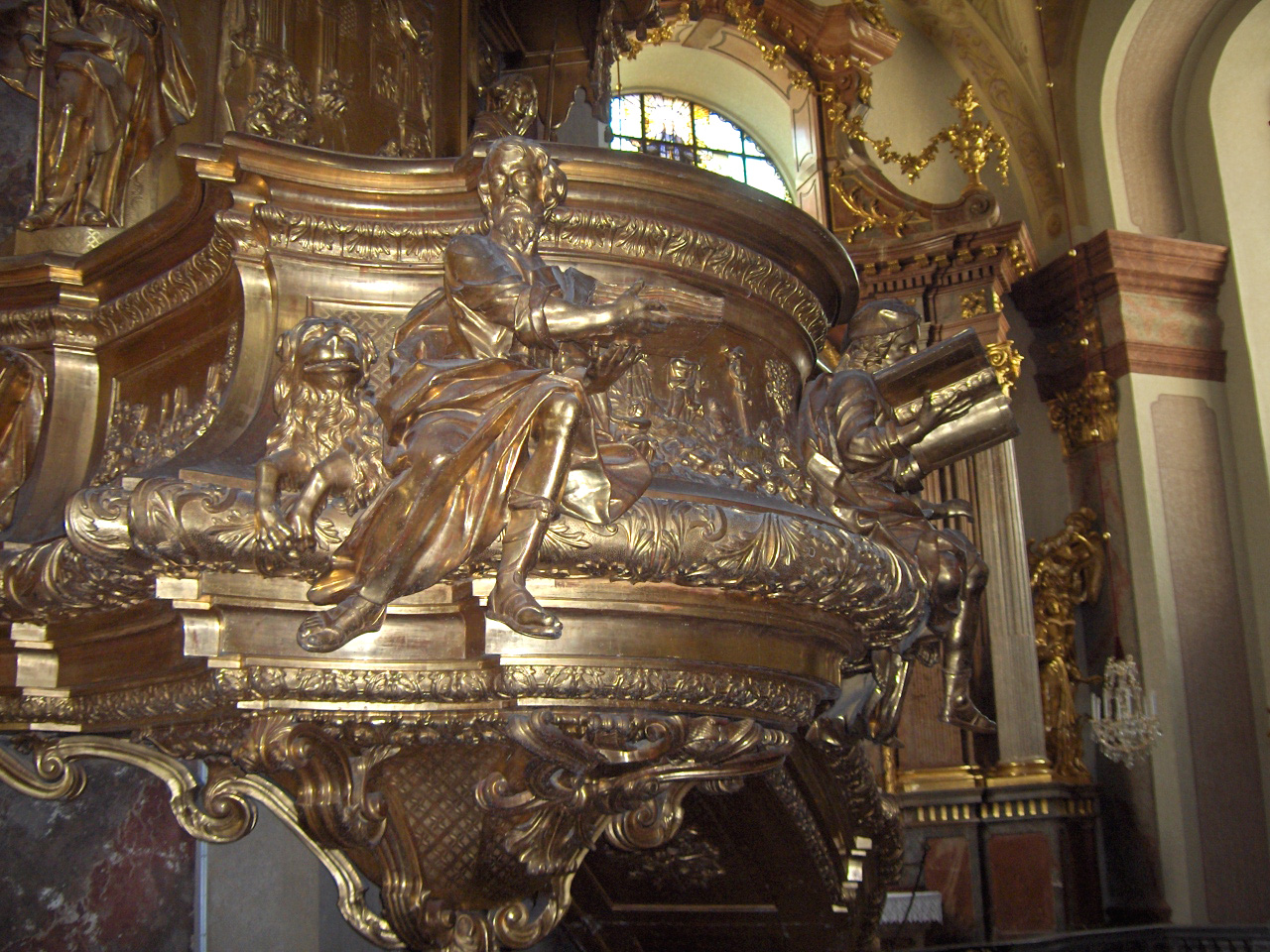
Vergulde figuren op de kansel
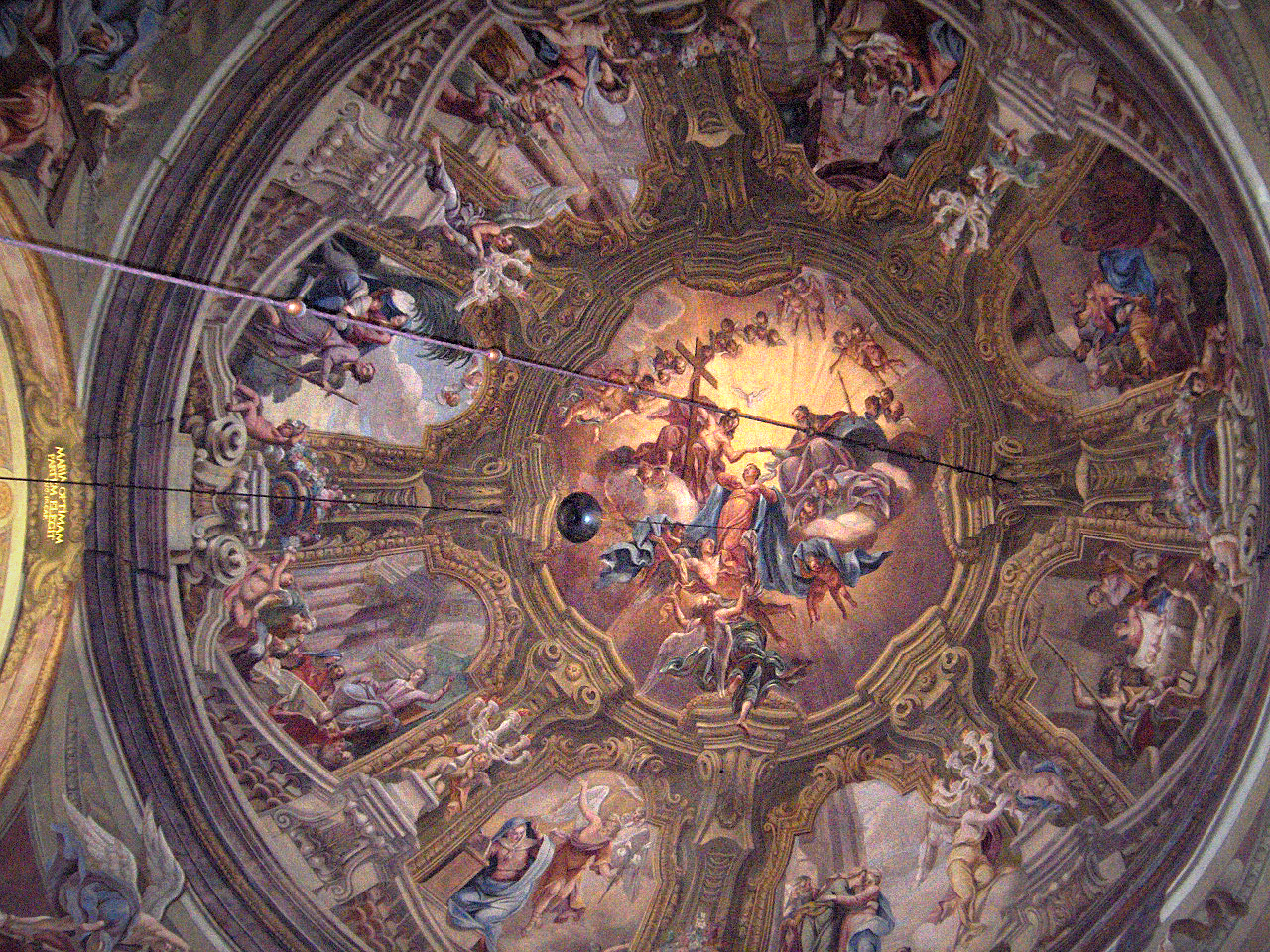
fresco's in de koepel
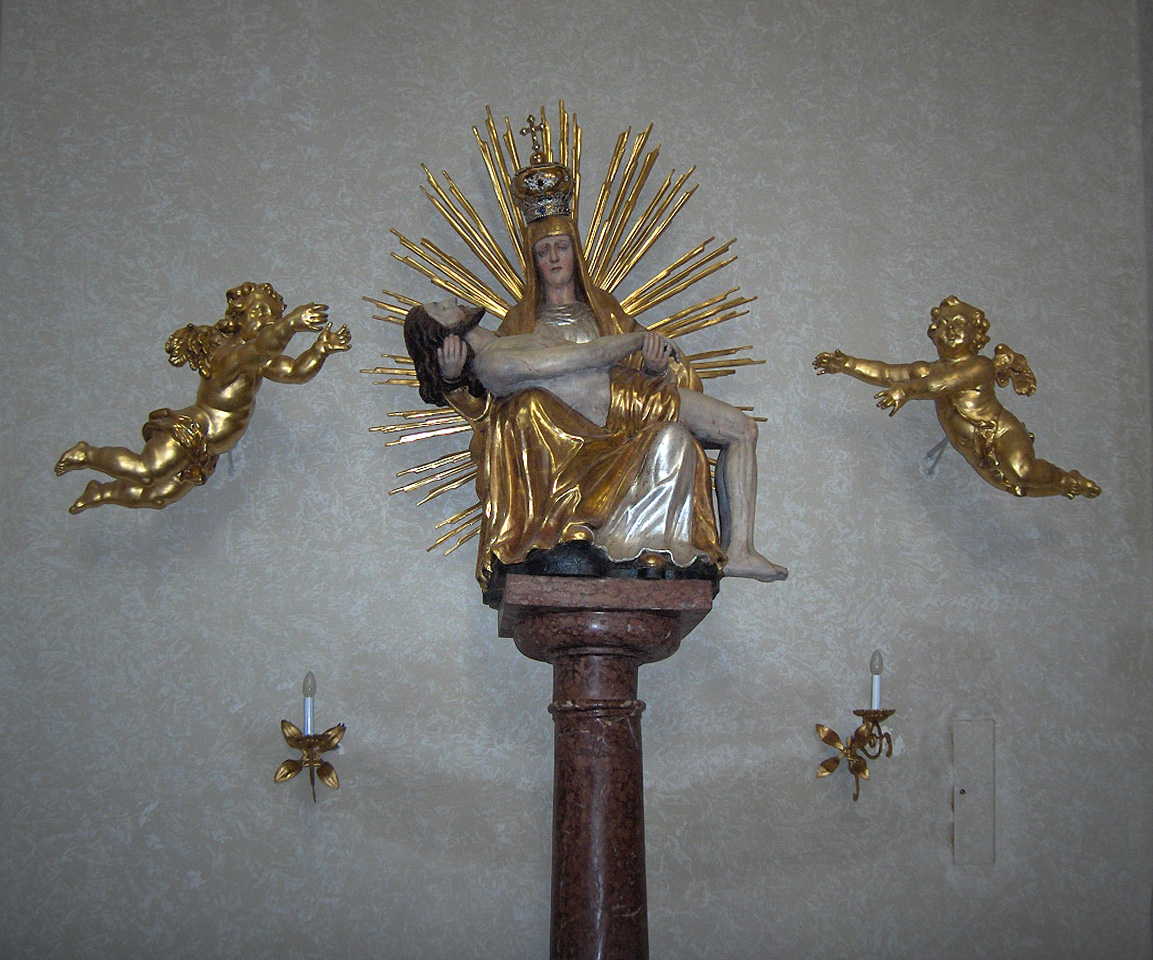
Pietà
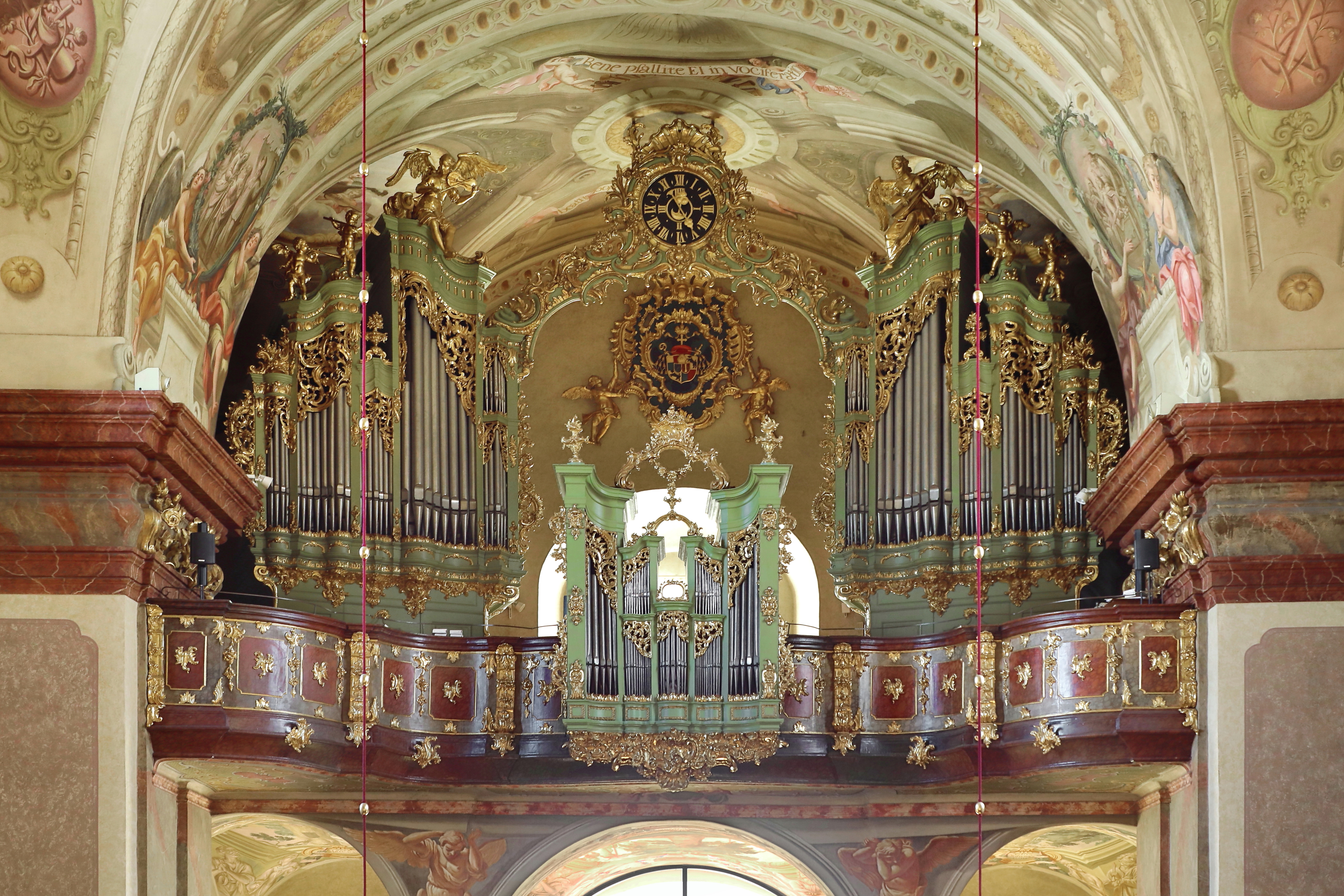
Koor en orgel